# Jisaburo Ohwi
Jisaburo Ohwi (大井 次三郎, Ōi Jisaburō, 18 tháng 9 năm 1905 – 22 tháng 2 năm 1977) là một nhà thực vật học Nhật Bản. Ông là một giáo sư nổi tiếng tại trường Đại học Kyoto. Ông có lẽ được biết đến là nhờ tác phẩm Flora of Japan (日本植物誌, Nihon Shokubutsushi). Tên của ông được dùng để đặt tên cho một số loài thực vật và được viết tắt tiêu chuẩn là Ohwi khi trích dẫn tên những loài này.